# Adélaïde-Diane-Hortense Mancini-Mazarin
Adélaïde-Diane-Hortense Mancini-Mazarin, duchesse de Cossé-Brissac (1742-1808), fut la dame d'atours de la reine Marie-Antoinette d'Autriche de 1771 à 1775. Elle est connue pour avoir réduit les dépenses de garde-robe de la reine et pour avoir remis de l'ordre dans ses économies, mais ce travail fut ruiné par celles qui lui succédèrent.

## Biographie
Fille de Louis-Jules Mancini-Mazarini (1716-1798) et de Hélène-Françoise-Angélique Phélypeaux de Pontchartrain (1715-1782), elle épousa en 1760 le duc Louis Hercule Timoléon de Cossé-Brissac (1734-1792). Le couple a eu un fils mort jeune et une fille qui a atteint l'âge adulte.
En septembre 1771, elle est promue dame d'atours de la Dauphine après la mort d'Amable Gabrielle de Noailles. Sa nomination est l'occasion d'un conflit entre Marie-Antoinette et Madame du Barry, qui l'avait imposée car son époux était un de ses alliés, et il était attendu d'elle qu'elle devienne un agent de la favorite.
En réalité, elle ne partageait pas les opinions de son mari et elle s'allia avec la dauphine contre la maîtresse royale. Bien qu'elle doive son poste à Madame du Barry, elle refusa ses invitations et montra sa loyauté à la princesse, ce qui causa un scandale à la cour.
Adélaïde-Diane était décrite comme une personne honnête et sérieuse. Quand elle prit son poste, il est rapporté qu'elle fut choquée par le désordre et l'extravagance de la maison de Marie-Antoinette. En 1771, Marie-Antoinette n'était pas encore intéressée par la mode, et le désordre financier était dû à la négligence de la prédécesseure d'Adélaïde-Diane. Amable-Gabrielle de Noailles avait été nommée dame d'atours de Marie-Antoinette à son arrivée en France car l'entière maisonnée de la défunte reine Marie Leszczynska avait été attribuée à la dauphine. Cependant, Amable-Gabrielle de Noailles était en 1770 devenue trop vieille et infirme pour remplir ses fonctions, et durant son office, la maison de la Dauphine a profité de son absence de facto pour augmenter les dépenses.
La duchesse de Cossé a réussi à ramener les finances à l'équilibre en coopérant avec Florimond de Mercy-Argenteau. Elle conserva son office quand Marie-Antoinette devint reine en 1774. Elle démissionna en signe de protestation en 1775 quand la reine restaura la fonction de surintendante de la Maison de la Reine pour sa favorite Marie-Thérèse-Louise de Savoie-Carignan, princesse de Lamballe. La duchesse de Cossé est temporairement remplacée par Laure-Auguste de Fitz-James, princesse de Chimay, puis par la duchesse de Mailly Marie-Jeanne de Talleyrand-Périgord. Marie-Antoinette avait alors développé un intérêt pour la mode, ce qui ruinera ses finances. Les dépenses de garde-robe de Marie-Antoinette ne rencontreront aucune restriction jusqu'à la nomination de Geneviève de Gramont.
Adélaïde-Diane passa les années suivantes en Italie et à Nice, le climat étant jugé meilleur pour sa santé. Son fils, né en 1771, était lui aussi en mauvaise santé, et elle l’emmena en  Italie pour guérir, mais il mourut en 1775. Elle vivait séparée de son époux, qui était l'amant de Madame du Barry de 1785 jusqu'à sa mort.
Quand la révolution éclate en 1789, elle vivait en Italie depuis 1787, et elle y resta jusqu'à la fin des troubles. En 1792, son mari est assassiné lors des massacres de Septembre. Son père est emprisonné durant la Terreur, elle est elle-même placée sur la liste des émigrés et ses biens en France sont confisqués.
En 1797, son père, qui avait été libéré, était en mauvaise santé. Elle réussit à se faire retirer de la liste des émigrés en argumentant qu'elle n'avait en réalité pas émigré lors de la Révolution, et sur les recommandations du général Joubert, ses biens lui furent restitués. Elle retourna en France en septembre 1798.
Elle meurt au château de Neauphle-le-Vieux.

## Sources
- Nadine Akkerman & Birgit Houben: The Politics of Female Households: Ladies-in-waiting across Early Modern Europe
- Caroline Weber, Queen of Fashion: What Marie-Antoinette Wore to the Revolution
- L.C. Smythe, The Guardian of Marie-Antoinette
- Helen A. Younghusband, Marie-Antoinette, Her Early Youth (1770-1774), Macmillan, 1912